# Анісімов Микола Тихонович
Анісімов Микола Тихонович (нар. 7 січня 1935, Солов'ївка Мікояновського району Курської губернії (нині Білгородська область Російська Федерація) — помер: 1 квітня 2020) — заслужений художник України (2019), художник-монументаліст, з 1986 року член Спілки художників СРСР, а з 1992 року член Національної Спілки художників України.

## Життєпис
- Народився 7 січня 1935 року в селі Солов'ївка Мікояновському району Курської губернії (нині Білгородська область Російська Федерація).
- Служив у лавах Радянської Армії 1954—1957 роках.
- Працював художником на Харківському заводі ім. Малишева 1957—1964 рр.
- З 1964 року по 1969 рік, навчався у Харківському художньо-промисловому інституті, потім впродовж п'яти років викладав там же композицію.
- З 1975 року по 2020 жив і працював в місті Кременчук (Україна, Полтавська область). Працював головним художником Кременчука, очолював художню раду.
- Помер 2020, 1 квітня, місто Кременчук.

## Роботи
- мозаїчне панно «Дитинство» у піонерському таборі «Зоряний»;
- рельєф «Наша пісня» на фасаді палацу культури «Нафтохімік» пл. 256 м²

Розписи
- «Весілля» — «Україна» в інтер'єрі Кременчуцького автозаводу, заводської їдальні,
- «Політ» у штабі льотного коледжу Національного авіаційного університету,
- «Чай» в інтер'єрі їдальні кондитерської фабрики,
- «Літо» у вищому професійному училищі № 7;
- розпис-енкаустика «Винахідники» 1986, 3,10×6 м., у вестибюлі науково-дослідного виробничо-технологічного інституту вагонобудування.

Вітражі
- «Спорт» у кафе-їдальні військової частини у Кременчуці,
- «Созидание» в Харківському інституті Укрдіпромістпром,
- «Бойова слава» у краєзнавчому музеї смт. Павлиш,
- «Український орнаментальний мотив» та «Політ птаха» для інтер'єрів Світловодського заводу чистих металів;
- у вестибюлі Кременчуцького національного університету імені Михайла Остроградського,
- у дитсадку № 35 та медичному коледжі Кременчука.

## Статті
- Інтев'ю художника, взяте в його квартирі у 2015 році ВІДЕО